# Abellerol petit
L'abellerol petit (Merops pusillus) és una espècie d'ocell de la família dels meròpids (Meropidae) que habita gran part de l'Àfrica subsahariana, i limita les seves migracions a moviments estacionals motivats per les pluges.
Com altres ocells del gènere Merops, és un ocell esvelt i força acolorit. Verd per sobre, amb barbeta i galtes grogues, i una banda negra a la gola i part superior del pit marró, que esdevé ocre cap a l'abdomen. Les ales són de color verd i marró, i el bec negre. Fa una llargària de 15-17 cm, cosa que fa que sigui el més petit entre els abellerols africans.